# Volpago del Montello
Volpago del Montello è un comune italiano di 10 019 abitanti della provincia di Treviso in Veneto.

## Origini del nome
Volpago - o, più precisamente, la sua chiesa - è citata per la prima volta nel 1297: Plebes S. Marie de Bolpago.
Una paraetimologia popolare crede significhi "paese delle volpi", ma la teoria più probabile lo ritiene un prediale legato a un Vulpius, con suffisso aggettivale -acus. Un'ulteriore ipotesi, riprendendo l'antica forma Bolpagus, individua la radice bol-, di origine tardo-barbarica e significante "terra rossa", e un suffisso -pagus che in latino indica una piccola circoscrizione territoriale, ovvero un villaggio; Volpago starebbe quindi a significare "paese della terra rossa", cosa confermata dalle caratteristiche geologiche del territorio.
La specifica "del Montello", riferito agli eventi della prima guerra mondiale, è stato aggiunto con R. D. del 24 maggio 1925 n. 1105.

## Storia
Le civiltà antiche hanno lasciato consistenti tracce in tutto il territorio. Si tratta di reperti risalenti alla preistoria, al periodo dei castellieri, ai Paleoveneti e ai Romani. A questi ultimi si deve anche la disposizione di strade e fossati, orientati in direzione nordovest-sudest e sudovest-nordest, secondo la centuriazione del municipium di Tarvisium.
Nel basso medioevo Volpago diventa capopieve, mentre a Selva viene costruito un castello dei nobili Vidoti (o Guidoti). Nel XIV secolo seguì le sorti di Treviso e fu annessa alla Serenissima.
Durante il dominio veneziano, si diffuse stabilità e relativo benessere grazie all'interessamento di alcune famiglie nobili che investirono sull'agricoltura e sulla sericoltura. L'accesso al sovrastante Montello, invece, era vietato, poiché il suo bosco era sfruttato esclusivamente dall'Arsenale.
Alla caduta della Repubblica seguì uno sconvolgimento dei sistemi rurali, politici e religiosi sostituiti dai comuni. Volpago passò poi con tutto il Veneto al Regno Lombardo-Veneto per essere poi unito al Regno d'Italia.
Nel 1870, il comune fu uno dei primi ad essere industrializzato, grazie all'attività dei Gobbato. Alle ville di questa famiglia furono annessi una filanda e uno stabilimento bacologico che diedero lavoro a centinaia di persone provenienti anche dai paesi vicini. Tuttavia, ciò non servì a frenare la diffusa povertà, che provocò una massiccia emigrazione verso l'estero, specialmente in Sudamerica.
In prossimità del fronte del Piave, Volpago si ritrovò in prima linea durante la Grande Guerra, che infuriò soprattutto lungo il versante settentrionale del Montello.
Degli eventi tra le due guerre, da ricordare vi è la Tromba del Montello del 24 luglio 1930, una tromba d'aria che provocò morte e distruzione e danneggiò gravemente la chiesa di Selva.
Durante il secondo conflitto, Volpago vide cadere molti suoi cittadini in guerra, e molti furono pure i tragici rastrellamenti nazi-fascisti.

### Simboli
Lo stemma del comune di Volpago del Montello è stato concesso con regio decreto del 5 settembre 1929.
Il gonfalone è un drappo di bianco.

## Monumenti e luoghi d'interesse

### Architetture religiose

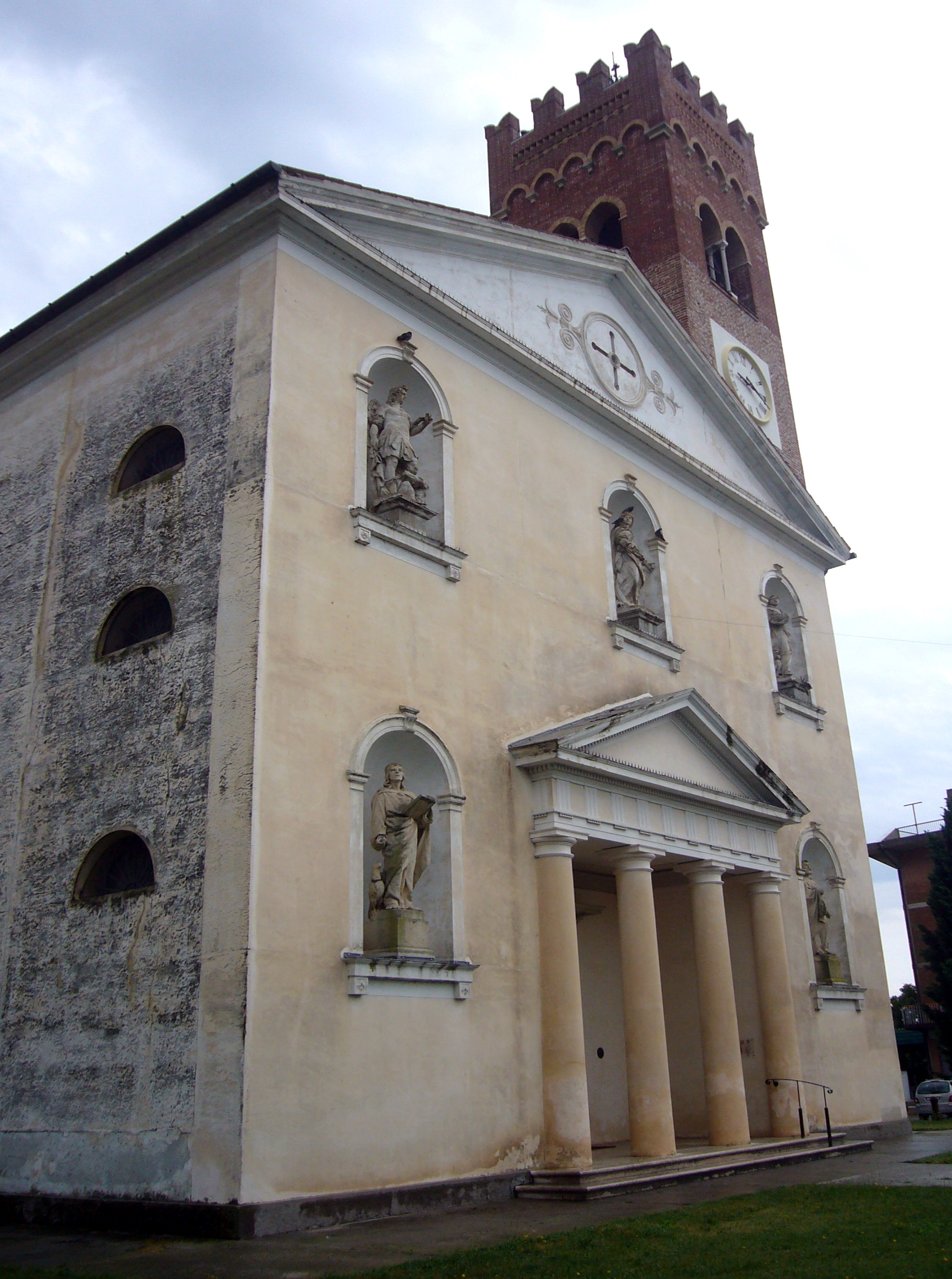
La chiesa parrocchiale di Santa Maria Maddalena

- Chiesa parrocchiale di Volpago, dedicata a santa Maria Maddalena e costruita nel XIX secolo
- Chiesa Parrocchiale di Selva: Selva possedeva una delle chiese più ricche d'opere d'arte di tutta la diocesi trevigiana. Venne distrutta da una tromba d'aria nel 1930.

Il nuovo tempio vasto ed imponente, di linee architettoniche sobrie ed eleganti, fu progettato dall'architetto F.Scudo.
Recentemente, dopo essere state restaurate ad opera della fondazione Cassamarca, sono state ricollocate nella chiesa 6 grandi tele, opere di Giannantonio Guardi, Francesco Guardi e Francesco Fontebasso, rappresentanti storie di Mosè.
- Santuario S.Maria della Vittoria: costruito dopo la vittoria del 1918, anch'esso su progetto dell'arch. Fausto Scudo, come chiesa parrocchiale della comunità montelliana che si andava va sviluppando all'interno del bosco Montello.
- Chiesa del Belvedere: inizio sec. XX, su progetto dell'ing. Ignazio Saccardo.
- Chiesa di Sant'Andrea Apostolo a Venegazzù: importante edificio religioso neoclassico, opera del noto architetto castellano Giordano Riccati.

### Architetture civili
- Municipio: già villa residenziale di uno dei due rami della famiglia Gobbato. Poco discosto sorgeva lo stabilimento bacologico.

- Ca' Duodo: a Martignago, quasi lambita dalla Brentella, spicca nel verde Ca' Duodo, ora Schippa, elegante nella sua veste originale, dopo l'accurato restauro. Qui nel lontano 1752 fu ospitato il vescovo Paolo Francesco Giustinian.

- Villa Gobbato: era la villa originaria della famiglia Gobbato. Oltre il parco si articolava il lungo edificio della filanda, una della più produttive di tutta la Provincia.

- Casa Dal Zotto: costruzione dalle originarie linee gotico-veneziane di notevole interesse, modificata durante una radicale ristrutturazione avvenuta fra la fine del XIX e inizi XX secolo, probabilmente dopo un lungo periodo di abbandono che comportò gravi crolli dovuti all'incuria, quando furono inseriti alcuni elementi architettonici dal gusto revival, come l'ampio ballatoio e due bifore. Al suo interno sono comunque presenti ampie superfici affrescate, che riportano motivi floreali, frutta e festoni sorretti da putti. Fu notata anche dall'attento scrittore Giovanni Comisso che la portò come esempio di architettura rurale veneta.

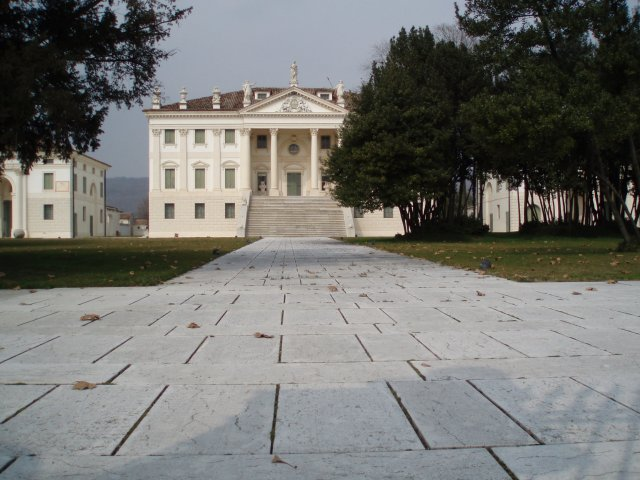
Villa Spineda frontale

- Villa Spineda, Gasparini, Loredàn: si trova nella frazione di Venegazzù la settecentesca villa palladiana rilevata prima dal Gruppo Benetton, poi da Veneto Banca e successivamente dal gruppo bancario Intesa Sanpaolo, è stata completamente restaurata con progetto degli architetti Afra e Tobia Scarpa e del prof. Mora, ma non ne ha previsto l'utilizzo e viene saltuariamente concesso anche il parco per eventi pubblici.[8] È uno dei pochi esempi del palladianesimo settecentesco in provincia di Treviso. Il progetto iniziale dell'architetto bassanese Giovanni Miazzi (1699-1797) che ne condusse a termine la realizzazione, fu ampiamente rivisto e corretto da Francesco Maria Preti (1701-1774). Il complesso presenta un imponente edificio dominicale, che si sviluppa attorno al pronao centrale, affiancato da due ariose barchesse. Il giardino che precede la facciata è tutto circondato da una peschiera, mentre quello retrostante si spinge alle pendici del Montello. Villa Spineda fu residenza del sen. Jacopo Gasparini, governatore d'Eritrea e Ambasciatore nello Yemen.

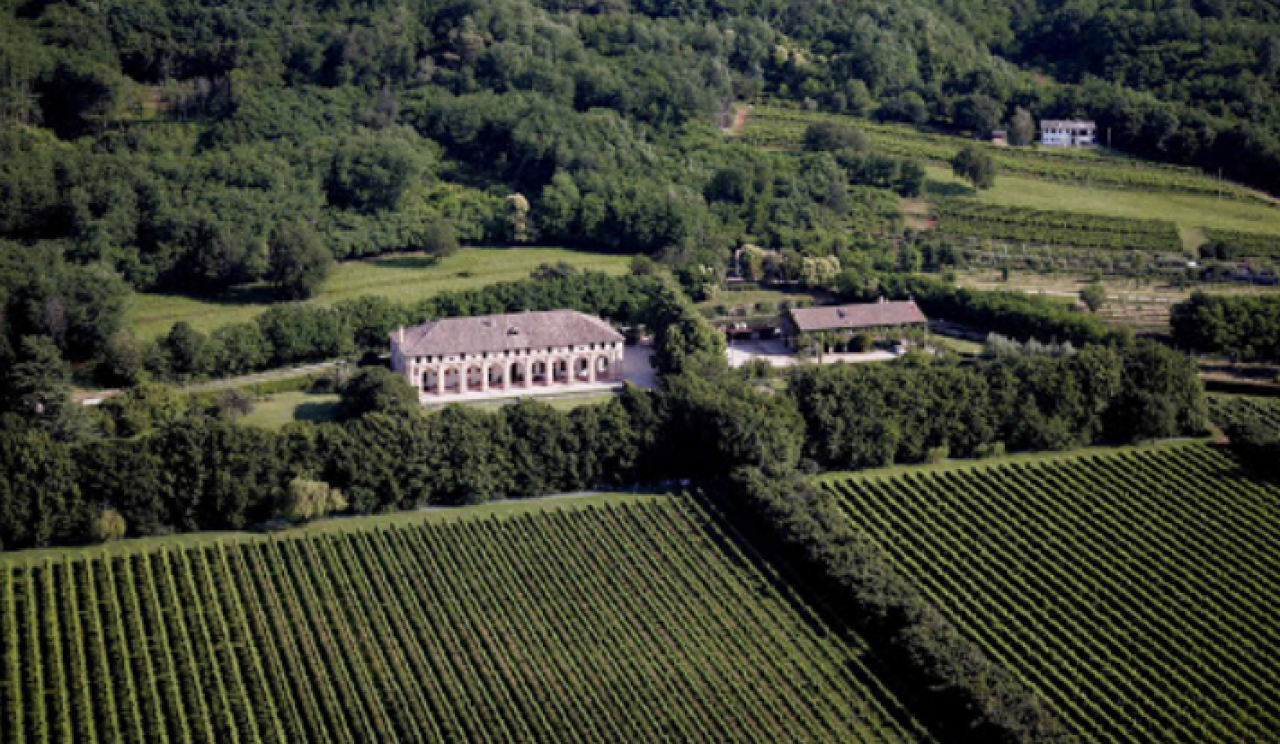
La Barchessa Loredan

- Barchessa Loredan: imponente barchessa, di inconfondibile stile settecentesco, superstite di una più ampia residenza di campagna, distrutta agli inizi del XIX secolo. Di bellezza straordinaria è il parco naturale che si stende ai suoi piedi.
- Villa Priuli, Barea: complesso architettonico ottenuto dall'ampliamento di un palazzetto cinquecentesco. L'edificio è situato nella frazione di Selva ed è risalente al XVI secolo.
- Barchessa di villa Grollo, nella frazione di Selva.

### Aree naturali

#### Il Montello
Il Montello è caratterizzato da colline dolci, boschi rigogliosi e numerosi sentieri escursionistici. Si concretizza per essere un'importante area di transizione tra l'area prealpina e la pianura, favorendo la presenza di uccelli migratori, soprattutto tra la primavera e l'autunno. Tra le specie di uccelli che si possono osservare ci sono ardeidi, anatidi, caradriformi e laridi.
Il Consorzio del Bosco Montello ha messo a disposizione la mappa del percorso della pista ciclabile "La Tradotta" con l’elenco dei nodi e delle vie intersecate.

## Economia
Lo sviluppo socio-economico del territorio di Volpago è stato fortemente caratterizzato fino agli anni '60 da grandi ondate di emigrazione che hanno dato a chi è rimasto la possibilità di ricevere rimesse dai concittadini all'estero, indispensabili per investire nelle imprese e contribuire al miracolo economico che ha travolto l'Italia dopo la guerra. Le prime emigrazioni verso l'Europa centrale e il Nord America furono presto sostituite da numerose iniziative di piccole imprese private che portarono il Paese fuori dalla realtà rurale. Il numero di laboratori a conduzione familiare che hanno prodotto una prosperità diffusa è stato significativo tra gli anni '60 e '80. Le lavorazioni dell'indotto delle grandi industrie tessili, delle calzature sportive e delle attività conserviere costituivano una fonte molto generale di occupazione e reddito. La crisi socio-economica dei primi anni '90 ha ridotto questa organizzazione che non è più coerente con le diverse strutture della new economy. Attualmente, a parte alcune iniziative imprenditoriali, la popolazione ha trovato altre fonti di reddito che consentono un discreto tenore di vita. Anche se Volpago potrebbe essere stato noto per i suoi insediamenti industriali anni fa, le sue attrazioni sono attualmente molto diverse.

## Società

### Evoluzione demografica
Abitanti censiti

### Etnie e minoranze straniere
Al 31 dicembre 2023 gli stranieri residenti nel comune erano 550, ovvero il 5,5% della popolazione. Di seguito sono riportati i gruppi più consistenti:
1. Marocco 118
2. Romania 102
3. Cina 38
4. Ucraina 50
5. Albania 34
6. Kosovo 27
7. Moldavia 22

## Amministrazione

### Sindaci dal 1983
| Periodo           | Periodo        | Primo cittadino    | Partito                                                            | Carica  | Note   |
| ----------------- | -------------- | ------------------ | ------------------------------------------------------------------ | ------- | ------ |
| 1º settembre 1983 | 9 agosto 1988  | Giovanni Guizzo    | Democrazia Cristiana                                               | Sindaco | [ 15 ] |
| 10 agosto 1988    | 7 giugno 1993  | Renato De Marchi   | Democrazia Cristiana                                               | Sindaco | [ 16 ] |
| 7 giugno 1993     | 28 aprile 1997 | Mirco Martini      | Liga Veneta                                                        | Sindaco | [ 17 ] |
| 28 aprile 1997    | 14 maggio 2001 | Alvaro Perin       | Liga Veneta - Lega Nord                                            | Sindaco | [ 18 ] |
| 14 maggio 2001    | 28 maggio 2006 | Alvaro Perin       | lista civica                                                       | Sindaco | [ 19 ] |
| 30 maggio 2006    | 6 giugno 2011  | Roberto Toffoletto | lista civica                                                       | Sindaco | [ 20 ] |
| 16 giugno 2011    | 5 giugno 2016  | Roberto Toffoletto | lista civica                                                       | Sindaco | [ 21 ] |
| 6 giugno 2016     | 4 ottobre 2021 | Paolo Guizzo       | Lega Nord - Forza Italia                                           | Sindaco | [ 22 ] |
| 4 ottobre 2021    | in carica      | Paolo Guizzo       | Lega Nord - Forza Italia - Fratelli d'Italia - Impegno per Volpago | Sindaco | [ 23 ] |

### Gemellaggi
- Bree, dal 1985
- Salomó, dal 1994

### Altre informazioni amministrative
La denominazione del comune fino al 1925 era Bolpago.